# Радославов, Цветан
Цветан Радославов (1863—1931) — болгарский учитель, поэт и композитор, автор национального гимна Болгарии «Мила Родино».
Потомок знатных «возрожденческих» семей Павловичи, Хаджиденковы и Радославовы.

## Биография
Родился в Свиштове в 1863 году, окончил гимназию в Габрово, после чего изучал славистику в Венском университете, а в 1897 году защитил докторскую диссертацию по философии в Лейпциге. В 1885 году, во время сербско-болгарской войны, Цветан ушёл добровольцем на фронт и в этот период сочинил музыку и слова песни «Горда Стара планина», которая была доработана композитором Добри Христовым в 1905 году, а в 1964 году стала национальным гимном Болгарии под названием «Мила Родино».
Несмотря на предложения работы в качестве учителя в Вене, Лейпциге и Праге, Радославов вернулся в Болгарию, где преподавал в гимназиях Габрово, Русе, Софии, обучая студентов европейским и древним языкам, психологии, этике и логике. Радославов также вёл исследования в области психологии и является одним из трех болгар (наряду с Крестю Крестевым и Николой Алексиевым), которые получили степень доктора психологии под руководством Вильгельма Вундта.
В Софии Радославов жил в мансарде в доме № 3 по улице Ангел Кънчев, где в настоящее время установлена мемориальная доска работы Георгия Чапканова.